# Sandy River (dopływ Dan)
Sandy River (również Tanyard Branch) – rzeka w stanie Wirginia w USA, dopływ Dan.
Źródła rzeki znajdują się w pobliżu jednostki osadniczej Callands w hrabstwie Pittsylvania. Płynie na południe, a następnie na południowy wschód. Uchodzi do Dan w mieście Danville.